# آلن ایر
آلن ئی. ایر (به انگلیسی: Alan E. Eyre) سخنگوی فارسی‌زبان وزارت امور خارجه ایالات متحده آمریکا بود. وی نخستین فردی است که به این پست منصوب شده‌است. ایر سابقه «ریاست دفتر ایران در کنسولگری ایالات متحده در دبی» را نیز دارد.
ایر با وجود این که هرگز ایران را ندیده‌است، با فرهنگ ایران آشنایی دارد،
انگشتر عقیق به دست می‌کند، و خود را یک «ایران‌دوست» می‌نامد. او فارسی را عامیانه، و با تسلط به عبارات و ضرب‌المثل‌های فراوان صحبت می‌کند، اگرچه لهجه غلیظ آمریکایی دارد. او در صحبت‌های خود، حتی از اشعار کلاسیک فارسی و تکیه‌کلام‌های صمد و دایی‌جان ناپلئون نیز بهره می‌گیرد.

## زندگی‌نامه
آلن ایر زاده سال ۱۹۵۹ (میلادی) در نیویورک و فارغ‌التحصیل رشته ادبیات است. او از نوجوانی به یادگیری زبان و ادبیات فارسی روی آورد. ایر در سال ۱۹۹۸ به عنوان دیپلمات وارد وزارت امور خارجه آمریکا شد. وی از سال ۲۰۰۹ عضو تیم مذاکره کننده هسته‌ای آمریکا بوده‌است. تخصص اصلی او مسائل ایران است و در سال ۲۰۱۰ به عنوان نخستین سخنگوی فارسی‌زبان وزارت خارجه آمریکا منصوب شد. ایجاد این سمت بخشی از تلاش‌های دولت باراک اوباما برای شنیدن صدای مردم ایران و تعامل با دولت آمریکاست. او تاکنون در کشورهای نیجریه، سوریه، امارات متحده عربی و جمهوری آذربایجان فعالیت کرده‌است. او با همسر و سه دخترش در لندن زندگی می‌کند.
گفته می‌شود در مذاکرات گروه ۵+۱ که در مارس ۲۰۱۵ در لوزان سوئیس برگزار شد، او نقش مؤثری در تهیه و بررسی متن فارسی چهارچوب تفاهم‌نامه پایانی گفتگوها داشت.

## گفتگو با سایتهای ایرانی
نام الن ایر در تعدادی از اسناد منتشرشده توسط ویکی لیکس، به عنوان «طبقه‌بندی کننده» به چشم می‌خورد.
از او گزارش‌هایی دربارهٔ قیمت انواع نان در ایران و تأثیرات سیاسی آن،انجمن پادشاهی ایران، قرارگاه سازندگی خاتم‌الانبیا، دستگیری مهدی کروبی، تظاهرات جنبش سبز در سی‌امین سالگرد حمله به سفارت آمریکا در تهران، مجوز بانک مرکزی ایران برای بانک شدن موسسه مالی اعتباری انصار و موسسه مالی اعتباری مهر، انتصاب محمدرضا نقدی به عنوان فرمانده بسیج، تلاش سپاه پاسداران برای کنترل مخالفان و طرح هدفمندی یارانه‌ها وجود دارد. وی همچنین پیام تبریک عید نوروز و پیام تبریک پیروزی تیم ملی والیبال ایران بر آمریکا را به ایرانیان داد. وی در زمینه‌های مختلف با سایت‌ها و روزنامه‌های ایرانی گفتگو داشته‌است، گفتگو دربارهٔ مسائل سوریه و مسایل داخلی ایران از این قبیل است
او راجع به سخنرانی نتانیاهو، نخست‌وزیر اسرائیل، در کنگرهٔ آمریکا در تاریخ ۴ مارس ۲۰۱۵ گفت: «در سخنرانی خود در کنگره، دربارهٔ موضوع اصلی، یعنی جلوگیری از دستیابی ایران به سلاح هسته‌ای، هیچ فکر جدیدی مطرح نکرد.»